# コシ☆ヒカ〜ル
コシ☆ヒカ〜ル（生年不明7月16日 - ）は、米をモチーフにした日本の覆面レスラー。

## 経歴
2011年10月1日、新潟プロレス道場大会「道場開き記念興行」で行われた新人公開オーディションに合格して入門。12月11日、新潟プロレス道場大会の対富豪富豪夢路戦で米をモチーフにした覆面レスラー「コシ☆ヒカ〜ル」としてデビュー。
2014年12月7日、新潟プロレスコモタウンプラザ大会で保坂秀樹の持つ新潟無差別級王座に挑戦して敗れる。
2016年5月29日、KAIENTAI DOJO東区プラザホール大会に参戦して旭志織の持つインディペンデント・ワールド・ジュニアヘビー級王座に挑戦して敗れる。
2017年1月31日、新潟プロレスを退団。5月20日、三條新聞の報道でシアタープロレス花鳥風月を運営しているG-TALENTと契約したIHタイガーライスが服部健太の新潟プロレス時代の先輩と記述されていたことからコシ☆ヒカ〜ルとIHタイガーライスが同一人物であることが明らかになった。5月21日、サンビレッジしばたでIHホワイトバードと設立したシアタープロレス新潟花鳥風月の旗揚げ戦を開催。
2023年に首脳陣が入れ替わった新潟プロレスに再入団し、リングネームとコスチュームを元に戻す。翌年3月16日、新潟市黒埼市民会館ホールで行われたに前田誠戦で再デビュー。

## 得意技
ライススープレックス

## エピソード
- タイガーライス時代のコスチュームは既存のジャージ類を新潟県新発田市にある洋服リフォーム専門店「You,Me.」でアレンジしたものを着用してリストバンドとストールは余り布で制作したものを使用している[9]。